# Taartoq
Taartoq är en ö i Grönland (Kungariket Danmark).   Den ligger i kommunen Qaasuitsup, i den västra delen av Grönland, 1 000 km norr om huvudstaden Nuuk. Arean är 12,0 kvadratkilometer.
Terrängen på Taartoq är lite kuperad. Öns högsta punkt är 227 meter över havet. Den sträcker sig 3,3 kilometer i nord-sydlig riktning, och 6,6 kilometer i öst-västlig riktning.